# Calaphidinae
Sous-famille
Les Calaphidinae sont une sous-famille d'insectes de l'ordre des Hémiptères, de la super-famille des Aphidoidea (pucerons) et de la famille des Aphididae.
La sous-famille compte deux tribus : les Calaphidini et les Panaphidini. Le genre-type est Calaphis Walsh, 1863.